# Powiat Blachstädt
Powiat Blachstädt (niem. Landkreis Blachstädt), 1939–1941 powiat Blachownia (niem. Landkreis Blachownia); pol. powiat blachowniański – niemiecki, nazistowski powiat, istniejący w okupowanej części Polski, w latach 1939–1945 wcielonej do Śląska. 

## Historia
Powiat Blachownia został utworzony 29 grudnia 1939 roku z zachodniej części okupowanego powiatu częstochowskiego ziemskiego, która została wcielona do III Rzeszy (60,4% obszaru przedwojennego powiatu częstochowskiego). W skład powiatu Blachownia weszły w całości przedwojenne jednostki administracyjne: miasto Kłobuck, miasto Krzepice, gmina Dźbów, gmina Kamyk, gmina Kuźniczka, gmina Lipie, gmina Miedźno, gmina Opatów, gmina Panki, gmina Poczesna, gmina Popów, gmina Przystajń, gmina Rększowice, gmina Węglowice, ponadto częściowo: gmina Grabówka, gmina Mykanów i gmina Wrzosowa. Granica państwowa Rzeszy oddzieliła pozostałą część przedwojennego powiatu częstochowskiego, która wraz z Częstochową weszła w skład Generalnego Gubernatorstwa, przy czym do miasta Częstochowy okupanci przyłączyli wsie: Grabówka, Kawodrza Dolna, Kawodrza Górna, Kiedrzyn, Liszka Górna, Wielki Bór, Wierzchowisko, Wola Kiedrzyńska, Wyczerpy Dolne. W lutym 1940 dołączono jeszcze gminę Kamienica Polska. 21 maja 1941 nazwę powiatu zmieniono z polskiej Blachownia na niemiecką Blachstädt.
Powiat Blachownia był częścią rejencji opolskiej, która w tym czasie wchodziła w skład pruskiej prowincji Śląsk (od stycznia 1941 roku rejencja opolska podlegała nowej prowincji Górny Śląsk). Siedzibą władz powiatu zostały Ostrowy, które przed wojną były siedzibą gminy Dźbów. Landratura zajęła stylowy budynek dawnego sanatorium w Ostrowach przy ul. Bema (po wojnie szpital gruźliczy). Powiat obejmował 1193,3 km kw., co stanowiło 10,2% obszaru rejencji opolskiej.

## Podział administracyjny
Początkowo zachowano polski podział administracyjny; Na przełomie 1940/41 powiat podzielono na dziewięć gmin zbiorowych (niem. Amtsbezirk): 
- Alt Herby (z gminy Węglowice)
- Blachownia (z gminy Dźbów i południowo-zachodniej części gminy Grabówka)
- Kamienica Polska (z gmin Kamienica Polska, Poczesna, Rększowice i Wrzosowa)
- Kamyk (z gminy Dźbów, północno-zachodniej części gminy Grabówka i skrawka gminy Mykanów) – przejściowo pod nazwą gmina Czarny Las
- Klobucko (z gminy Opatów i zniesionego miasta Kłobuck)
- Krzepice (z gminy Kuźniczka i zniesionego miasta Krzepice; 1 kwietnia 1942 dołączono południowo-wschodnią część zniesionej gminy Lipie)
- Miedzno (z gmin Miedźno i Popów i skrawka gminy Mykanów)
- Panki (z gmin Panki i Przystajń)
- Parzymiechy (z północno-zachodniej części gminy Lipie – od 1 kwietnia 1942)

Przedstawicielem landrata w okręgu urzędowym był komisarz urzędowy (niem. Amtskommissar).

## Zmiana nazw

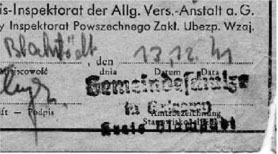
Stempel urzędowy z 1941 roku – Kreis Blachstädt

Od 21 maja 1941 roku zmieniono oficjalną nazwę powiatu z Landkreis Blachownia na Landkreis Blachstädt, natomiast na pieczęciach urzędowych i w dokumentach używano nazwy: Kreis Blachstädt.
Ostrowy i Blachownia zostały połączone w jeden organizm o nazwie Blachstädt, zmieniono przy tym nazwę stacji kolejowej w Ostrowach na Blachstädt.
Planowano również całkowitą germanizację szeregu słowiańskich nazw miejscowości wchodzących w skład powiatu, np.:
- Albertów: Albertshof,
- Dankowice Pierwsze: Dankendorf,
- Danków: Dankenbrück,
- Dąbrówka: Eichhof O.S.,
- Florianów: Lorichsfeld,
- Herby Polskie: Erbenwald,
- Janiki: Jahnsberg,
- Julianów: Juliendorf,
- Kamienica Polska: Hochsteinau,
- Kamyk: Kampendorf,
- Kłobuck: Klobstadt,
- Konieczki: Heuern,
- Krzepice: Krippitz O.S.,
- Lindów: Treulinden,
- Lipie: Lindenfelde,
- Miedźno: Mieden,
- Natolin: Deutschhain,
- Opatów: Krippitzfelde,
- Panki: Banndorf,
- Parzymiechy: Brachten,
- Podłęże Królewskie: Kronslohe,
- Rybno: Rübhof,
- Stanisławów: Stenzelshag,
- Stanki: Stangen,
- Starokrzepice: Altkrippitz,
- Szyszków: Schütthof,
- Wilkowiecko: Wolfseichen,
- Zajączki Pierwsze: Hasenbach,
- Zajączki Drugie: Hasenau,
- Zbrojewsko: Lanzenberg,
- Złochowice: Schlockendorf,
- Zwierzyniec Pierwszy: Wildgarten.

## Władze
Funkcję landrata powiatu Blachownia pełnili:
- 1939-1940 Paul Hampel,
- 1940 Walter Sethe,
- 1940-1941 Paul Hampel,
- 1941-1943 Curt Becker,
- 1943-1945 Gerhard Werner.

## Represje
Część mieszkańców powiatu wysiedlono do Generalnego Gubernatorstwa, a ich domy zostały przekazane niemieckim osadnikom (w niektórych miejscowościach jeszcze przed wojną zamieszkiwała ludność pochodzenia niemieckiego, np. koloniści niemieccy we wsiach Czarny Las i Natolin).
Wiosną 1940 roku aresztowano przedwojennych kierowników szkół w Blachowni, Dźbowie, Kamińsku, Konopiskach, Truskolasach, Wręczycy Wielkiej, w 1941 roku aresztowani zostali wszyscy ci polscy nauczyciele, którzy stawili się na zarządzoną przez landrata na 5 listopada konferencję pedagogiczną w siedzibie straży pożarnej w Kłobucku – część z nich wywieziono na roboty przymusowe na Dolny Śląsk, starszych zwolniono z aresztu i odesłano do domu. Później do obozów koncentracyjnych trafili kierownicy szkół w Aleksandrii, Hucie Starej B, Kamienicy Polskiej, Liszce Górnej, Ostrowach nad Okszą, Popowie, Przystajni.
Od 1940 roku Żydzi byli przesiedlani do getta w Częstochowie. W pierwszej połowie 1941 roku utworzono getta w Kłobucku i Krzepicach. W Parzymiechach i Szarlejce powstały obozy pracy przymusowej, do których przywieziono Żydów z Zagłębia Dąbrowskiego.

## Nowy porządek
Polacy zamieszkali na tym terenie nie uzyskali niemieckiego obywatelstwa lecz status "poddanych Rzeszy" (niem. Schutzangehörige). Kierowane do nich zarządzenia publikowano w ukazującej się od 1942 roku polskojęzycznej gazecie pt. Dziennik ogłoszeń dla ludności polskiej powiatów: Bendsburg, Bielitz, Blachstädt, Ilkenau, Krenau, Saybusch, Sosnowitz i Warthenau ("Wychodzi w każdą środę i sobotę, cena 10 fenigów").
Polska młodzież z ukończeniem 14 roku życia była kierowana przez powiatowy Urząd Pracy (niem. Arbeitsamt) na roboty w głąb Niemiec lub do pracy na terenie powiatu, m.in. w Hucie Blachownia, która została przestawiona na produkcję zbrojeniową (bomby lotnicze) w kooperacji z firmą "Minerwa".
W 1940 roku dla dzieci niemieckich osadników utworzono szkoły niemieckie. Natomiast w 1942 roku zostały zorganizowane dla Polaków szkoły nowego typu. Te placówki z polskim językiem nauczania, określane jako "Szkoły Polaków" (niem. Polenschule) miały w programie następujące przedmioty: religia, rachunki, język polski, higiena, przyroda, śpiew, ćwiczenia cielesne. Języka niemieckiego Polaków nie uczono.

## Epilog
Powiat istniał do stycznia 1945 roku. Powołany 8 stycznia na stanowisko landrata Suermann nie zdążył objąć urzędu, ponieważ na teren powiatu wkroczyła Armia Czerwona. Po wyzwoleniu anulowano wszystkie zmiany administracyjne wprowadzone przez okupantów, przywracając stan sprzed wojny. Tereny Landkreis Blachstädt powróciły w skład powiatu częstochowskiego w województwie kieleckim.